# Knooppunt Slufter
Knooppunt Slufter is een Nederlands verkeersknooppunt tussen de N15 en de Europaweg (zijtak N15). Het knooppunt is een onvolledig knooppunt in vorm van een splitsing. De N15 is hier een TOTSO, om de N15 te blijven volgen moet afgeslagen worden. De doorgaande richting is de Europaweg, welke hier 2x2 rijstroken heeft. 

## Geschiedenis
In 2004 werd de Europaweg als N15 van Oostvoorne tot de Maasvlakte voor het verkeer geopend. De Europaweg had toen al de huidige vorm in een boog van noord naar oost met 2x2 rijstroken. Op dit punt was er alleen een aansluiting richting het Distripark. Het knooppunt kreeg zijn huidige vorm door de opening van de Maasvlakteweg in 2012. Toen was het knooppunt nog een aansluiting met de naam 'Havens 8500-9900'. 
In 2019 werd de aansluiting opgewaardeerd tot knooppunt door het plaatsen van nieuwe bewegwijzering. 

## Naamgeving
Het knooppunt is vernoemd naar de ten westen van het knooppunt gelegen slibopslag 'De Slufter'. Hier wordt vervuild slib opgeslagen welke vrijkomt bij diverse baggerwerkzaamheden.

## Richtingen knooppunt
| Aansluitende wegen                                                                                   | Aansluitende wegen                                        | Aansluitende wegen                                     | Aansluitende wegen | Aansluitende wegen |
| --- | --------------------------------------------------------- | ------------------------------------------------------ | ------------------ | ------------------ |
| |                                                           | Europaweg (N15) richting Havens 7200-8500 / FutureLand |                    |                    |
| |                                                           |                                                        |                    |                    |
| Maasvlakteweg richting Havens 8500-9900 / Distripark Maasvlakte Maasvlakte Plaza / Strand Maasvlakte | Europaweg richting Havens 100-7200 Oostvoorne / Rotterdam |                                                        |                    |                    |
| |                                                           |                                                        |                    |                    |
| |                                                           |                                                        |                    |                    |

Almere · Amstel · Arnestein · Assen · Azelo · Badhoevedorp · Bankhoef · Batadorp · Beekbergen · Benelux · Beverwijk · Bodegraven ·  Boterdiep ·  Buren · Burgerveen · Coenplein · De Baars · De Hoek · De Hogt · De Nieuwe Meer · De Poel · De Punt · De Stok · Deil · Diemen · Drachten · Drie Klauwen · Eemnes · Ekkersweijer · Emmeloord · Empel · Euvelgunne · Everdingen · Ewijk · Galder · Gooimeer · Gorinchem · Gouwe · Grijsoord · Hattemerbroek · Heerenveen · Hellegatsplein · Het Vonderen · Hintham · Hoevelaken · Hofvliet · Holendrecht · Holsloot · Hoogeveen · Hooipolder · IJmuiden (niet officieel) · Joure · Julianaplein · Kerensheide · Kethelplein · Klaverpolder · Kleinpolderplein · Kooimeer · Kruisdonk · Kunderberg · Lankhorst · Leenderheide · Lunetten · Maanderbroek · Markiezaat · Muiderberg · Neerbosch · Noordhoek · Ommedijk · Oud-Dijk · Oudenrijn · Paalgraven · Princeville · Prins Clausplein · Raasdorp ·  Reitdiep ·  Ressen · Ridderkerk · Rijkevoort · Rijnsweerd · Rottepolderplein · Rozenburg · Sabina · Sint-Annabosch · Stelleplas · Slufter · Ten Esschen · Terbregseplein · Tiglia · Vaanplein · Valburg · Velperbroek · Velsen · Vlaardingen · Vught · Waterberg · Watergraafsmeer · Werpsterhoek · Westerlee · Ypenburg · Zaandam · Zaarderheiken · Zonzeel · Zoomland · Zuidbroek · Zurich

Geplande knooppunten:
De Liemers · Zestienhoven

Voormalige knooppunten:
Bocholtz · Ekkersrijt · Europaplein (Groningen) · Europaplein (Maastricht) · Lindenholt